# Renato Dardozzi
Renato Dardozzi (Parma, 5 aprile 1922 – Roma, 3 giugno 2003) è stato un presbitero e ingegnere italiano.

## Biografia
Conseguì la maturità classica presso il Liceo classico "Luigi Galvani" a Bologna. Conseguì poi la laurea in matematica e fisica presso l'Università degli Studi di Milano a cui ne seguì una seconda in ingegneria elettronica presso il Politecnico di Milano. In seguito, ottenne il diploma di specializzazione in telecomunicazioni presso l'Istituto elettrotecnico nazionale Galileo Ferraris. Terminati gli studi gli fu offerta una posizione di dirigente presso la Società di Telecomunicazioni SIP (attuale Telecom). Percorsi gli stadi della carriera, venne nominato direttore generale della Società e trasferito quindi alla Holding delle Telecomunicazioni (STET). In STET, oltre allo svolgimento dei suoi specifici compiti, gli fu assegnata la direzione e la docenza alla Scuola Superiore Guglielmo Reiss Romoli, collegata all'Università degli Studi dell'Aquila. A tale Istituto sono ammessi laureati in ingegneria destinati a posizioni di alta responsabilità nella Società stessa.
Conseguita la laurea presso la Pontificia Università Gregoriana, venne ordinato sacerdote nel dicembre 1973 nella certosa di Farneta. Nello stesso anno si congedò dalla STET con la quale continuò a mantenere rapporti di consulenza. Su invito della Segreteria di Stato iniziò nel 1974 la sua collaborazione con la Santa Sede, la quale lo introdusse nell'affare dello scandalo del Banco Ambrosiano. Svolse compiti specifici di controlli economico-finanziari, nella commissione internazionale mista creata dalla Segreteria di Stato per l'accertamento della verità. Nel 1985 venne chiamato a svolgere il compito di direttore aggiunto della cancelleria della Pontificia accademia delle scienze. Nel 1986 venne nominato direttore della cancelleria. Nel 1996 assunse l'incarico di cancelliere della Pontificia accademia delle scienze e, dopo la sua fondazione, anche quello di cancelliere della Pontificia accademia delle scienze sociali. Negli anni della sua attività in Accademia, vennero eletti numerosi accademici e si tennero numerosi convegni scientifici. Ebbe risonanza mondiale l'approfondimento dello studio della "Questione Galileiana" voluto dal Santo Padre. A seguito di ciò l'allora prefetto della Congregazione per la dottrina della fede Joseph Ratzinger accettò di approfondire la conoscenza del carteggio di Galileo Galilei ancora inesplorato. Il 30 giugno 1997 venne nominato egli stesso accademico della Pontificia accademia delle scienze. Nel 1998 si ritirò per raggiunti limiti d'età dai suoi incarichi di cancelliere. Il 3 giugno 2001 venne nominato consultore del Pontificio consiglio della giustizia e della pace e del Pontificio consiglio della pastorale per gli operatori sanitari.
Morì a Roma il 3 giugno 2003. Le esequie si tennero il 5 giugno alle ore 10.30 nella chiesa di Sant'Ignazio di Loyola in Campo Marzio.

## L'archivio Dardozzi
Alla morte, per sua volontà testamentaria, venne reso pubblico un archivio di oltre quattromila documenti, costituito di carte-lettere, relazioni, bilanci, verbali, note contabili, bonifici, missive tra le più alte autorità vaticane, che, raccolte dal giornalista Gianluigi Nuzzi nel suo libro Vaticano S.p.A., racconta come lo IOR parallelo fosse attivo nel riciclaggio di denaro sporco, tangenti, supporto finanziario alla mafia, fondazione di un partito di centro destinato a sostituire la Democrazia Cristiana, crollata in seguito a tangentopoli, ecc.